# Будинок пастора (Харків)
Будинок пастора — двоповерхова кам'яна будівля у Харкові, розташована на вулиці Гоголя, 2. Побудована у 1832—1836 роках для пастора та школи євангелічно-лютеранської громади міста. Протягом тривалого часу помилково вважався будинком архітектора Євгена Олексійовича Васильєва. Пам'ятка архітектури незаконно перебудована у 2020 році.

## Історія

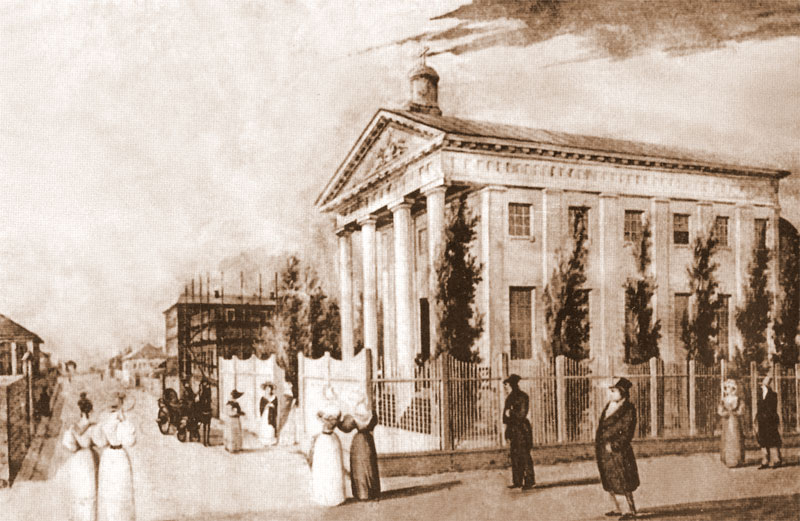
Харківська кірха. На задньому плані зводиться будинок пастора. Гравюра 1829—1930 років

Після освячення лютеранської кірхи у 1830 році громада вирішила збудувати будинок для пастора та лютеранську школу. Через нестачу бюджету будівництво фінансувалося частково коштом позики у скарбниці в розмірі 20 000 рублів. 30 травня 1832 року поряд із кірхою заклали наріжний камінь майбутньої будівлі. У вересні 1836 року будівництво було завершено, а у січні 1837 року в будівлі почалися заняття в школі, де також оселився пастор Леопольд Ліндезен. Перший будинок включав підвальні приміщення, житлові кімнати та класи.
Будинок пастора — це двоповерхова кам'яна будівля у класичному стилі на напівпідвальному поверсі. Головний фасад обернуто до вулиці Гоголя. Його прикрашено портиком із чотирьох пілястр з двома капітелями іонічного ордера. Напівпідвальний поверх рустовано, другий відокремлено від третього тонким карнизом. Вікна обрамлені простими наличниками.
Школа працювала тут до середини XIX століття, коли постала потреба в розширенні. У 1849—1850 роках за пожертви поруч побудовано нову двоповерхову будівлю школи. Вона містила навчальні класи, бібліотеку, актову залу, приміщення для учнів та службові приміщення. У 1851 році на переданій від міста землі, між старою будівлею та провіантським магазином, влаштовано сад. У 1870 році школа була реорганізована в училище II розряду, а з 1884 року діяла як Вознесенська жіноча семикласна гімназія. Протягом кінця XIX — початку XX століття навчальний комплекс кілька разів розширювався — зокрема, були побудовані нові прибудови за проєктами Івана Гінша та Юлія Цауне. Останній розширив службову будівлю по провулку Мар'яненка, приєднав її до будинку пастора та надбудував два поверхи. Такою вона збереглася донині.
Після 1920 року радянська влада націоналізувала будівлі гімназії. Частина приміщень була передана німецькій школі, а основний корпус став власністю командного складу Харківського військового округу. В будинку пастора облаштовані комунальні квартири. До нашого часу комплекс колишньої гімназії зберігся лише частково. Кірха була знесена за наказом радянської влади у 1958 році, разом з нею знищено і сад.
З середини XX століття у місцевій історіографії укорінилася версія, що будинок на Гоголя, 2 належав професору архітектури Імператорського Харківського університету Євгену Васильєву. Це припущення з'явилося у путівнику відомого харківського краєзнавця Олександра Лейбфрейда «Харків. Архітектура, пам'ятники, новобудови» (1987), де з посиланням на архівні дані висловлювалася гіпотеза про зв'язок будинку з Васильєвим. Подальші дослідження, однак, виявили низку суперечностей. Зокрема, у 1822 році на місці будинку ще стояв острог (в'язниця), який лише планували зносити, а на плані 1830 року, складеному самим Васильєвим, ділянка за кірхою показана вільною від приватної забудови. А сам Євген Васильєв, за дослідженнями Андрія Парамонова, проживав у будинку № 6 на цій же вулиці. Його будинок не зберігся.
Будинок пастора є пам'яткою архітектури та містобудування місцевого значення (охоронний № 7046-Ха).
У червні 2020 року на будинку по вулиці Гоголя, 2, який є пам'яткою архітектури, було розпочато активні будівельні роботи без належної дозвільної документації. Як повідомила координаторка ініціативної групи #SaveKharkiv Олена Рофе-Бекетова, на об'єкті не було встановлено обов'язкового паспорта об'єкта, що є порушенням вимог Закону України «Про регулювання містобудівної діяльності». За спостереженнями активістів, на будівлі демонтували покриття даху і конструкції покрівлі, а також велися роботи з надбудови нових поверхів. Департамент містобудування та архітектури Харківської обласної державної адміністрації, орган охорони культурної спадщини в області, вимагав від забудовника припинити роботи, що загрожували пам'ятці та порушували чинне законодавство у сфері охорони культурної спадщини. Втім, за повідомленнями активістів, будівельні роботи тривали попри заборону. Прокуратура, дослідивши обставини справи, встановила, що забудовник під виглядом капітального ремонту фактично здійснював повну перебудову будівлі, змінюючи її поверховість та архітектурний стиль. Роботи проводилися без необхідних погоджень з уповноваженими органами охорони культурної спадщини та без дозволів Державної архітектурно-будівельної інспекції України. У вересні 2020 року Харківська місцева прокуратура № 2 звернулася до Харківського окружного адміністративного суду з позовом проти забудовника. У грудні 2020 року суд задовольнив позов прокуратури та постановив відновити пам'ятку архітектури у її первісному вигляді. Станом на 2025 рік будівля не відновлена та продовжує експлуатуватися. До пам'ятки прибудовано два поверхи, спрощено та змінено архітектурні деталі.

## Галерея

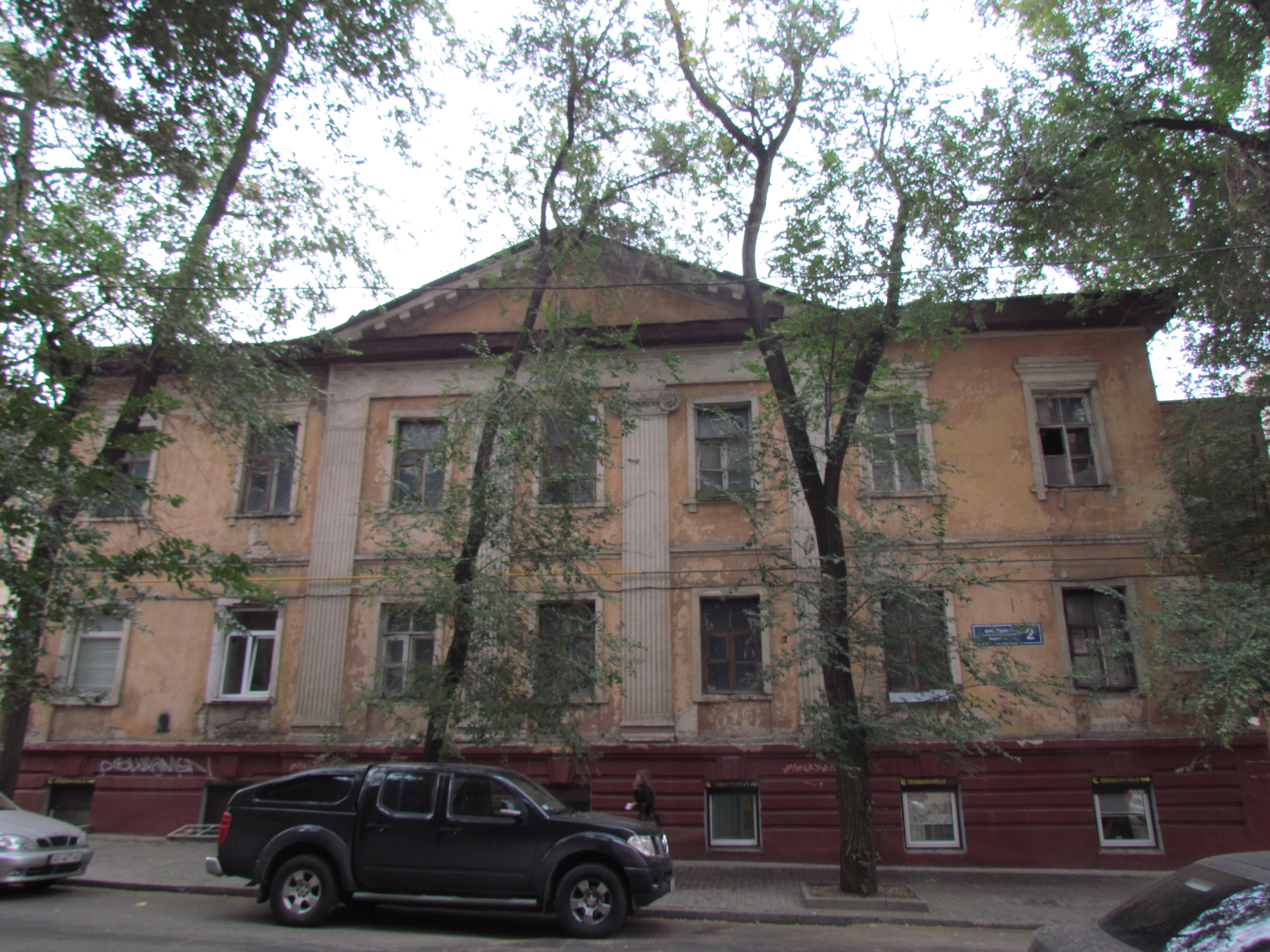
Будинок до незаконної перебудови
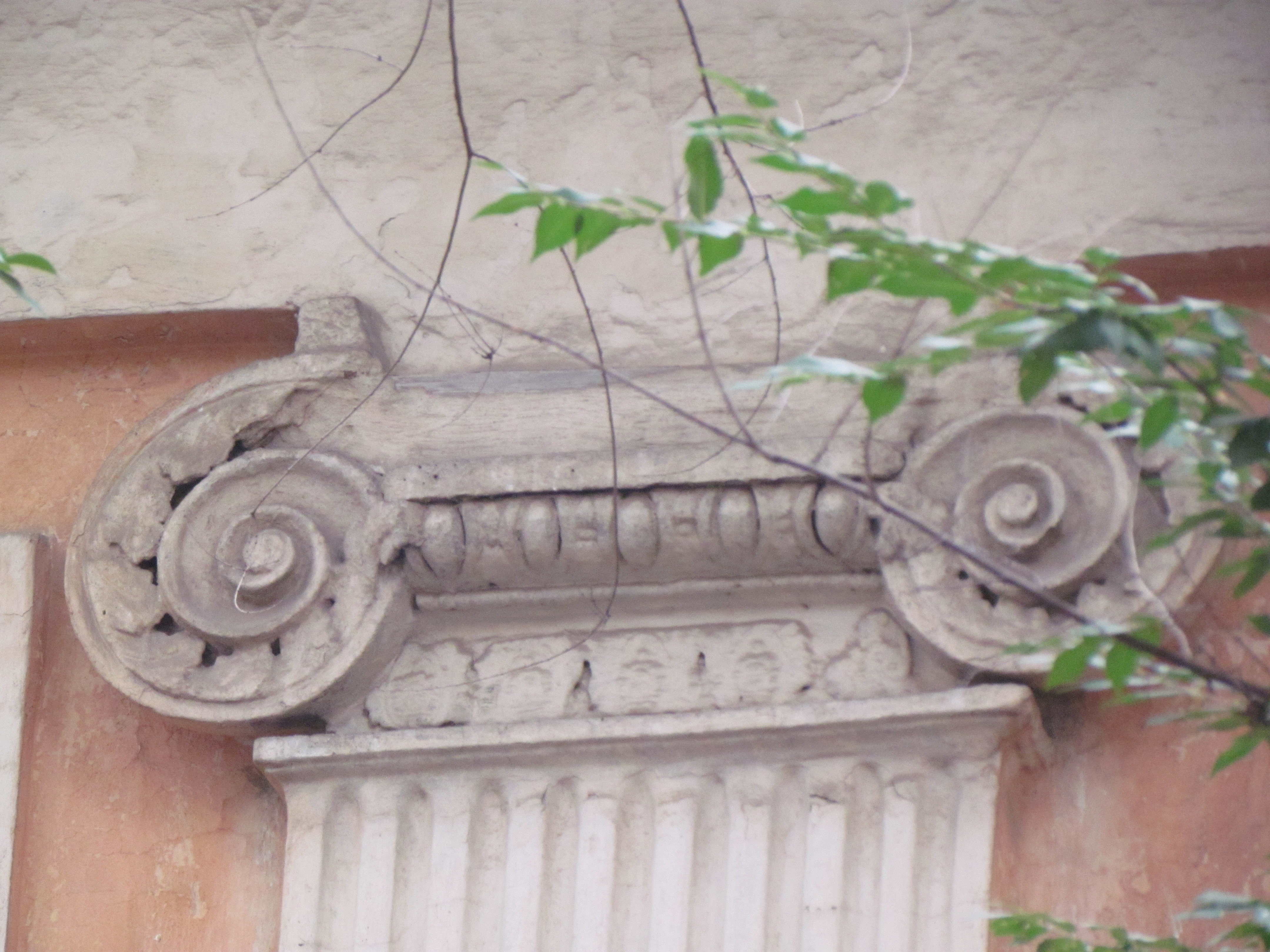
Капітель пілястри
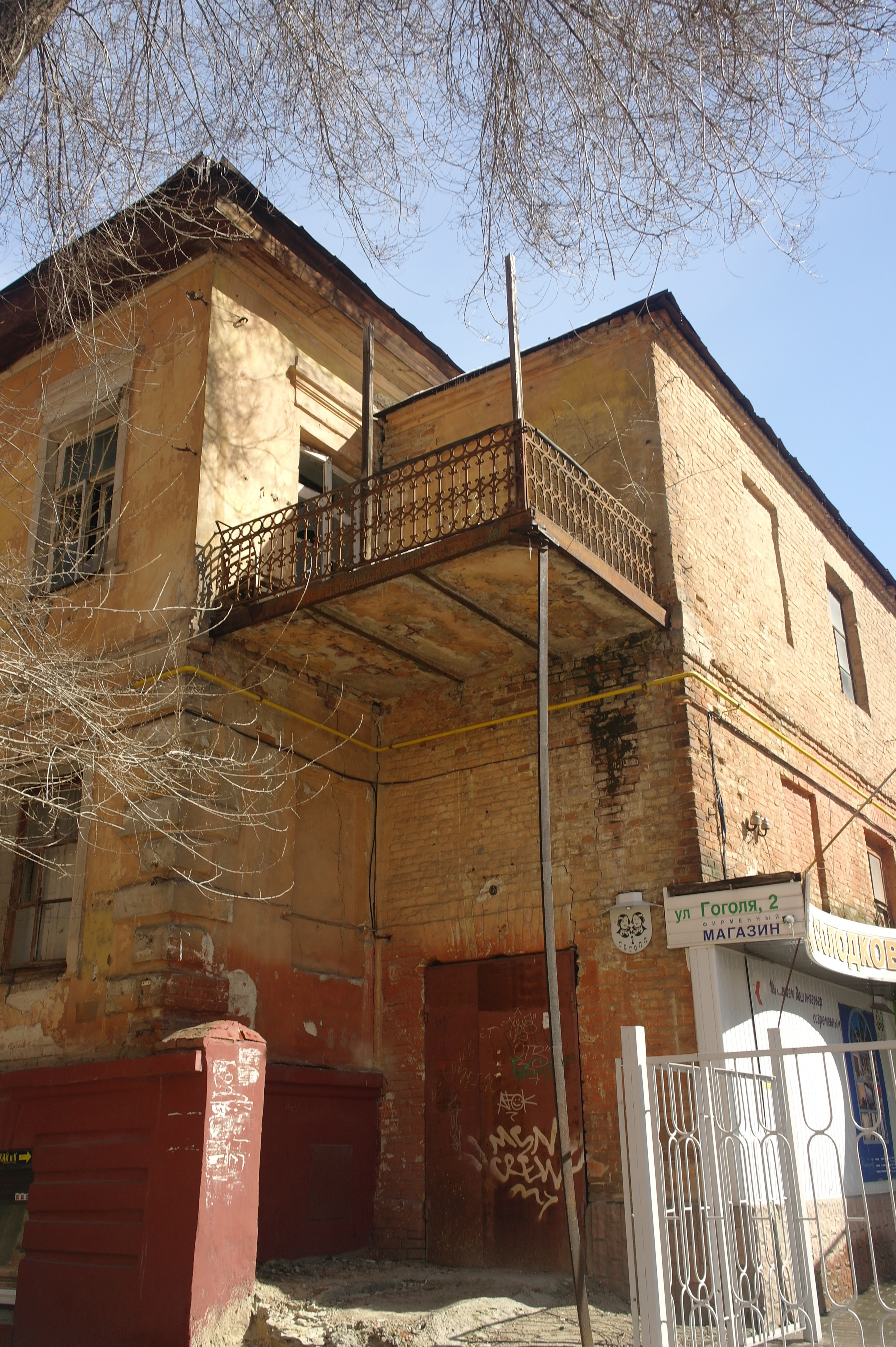
Балкон другого поверху
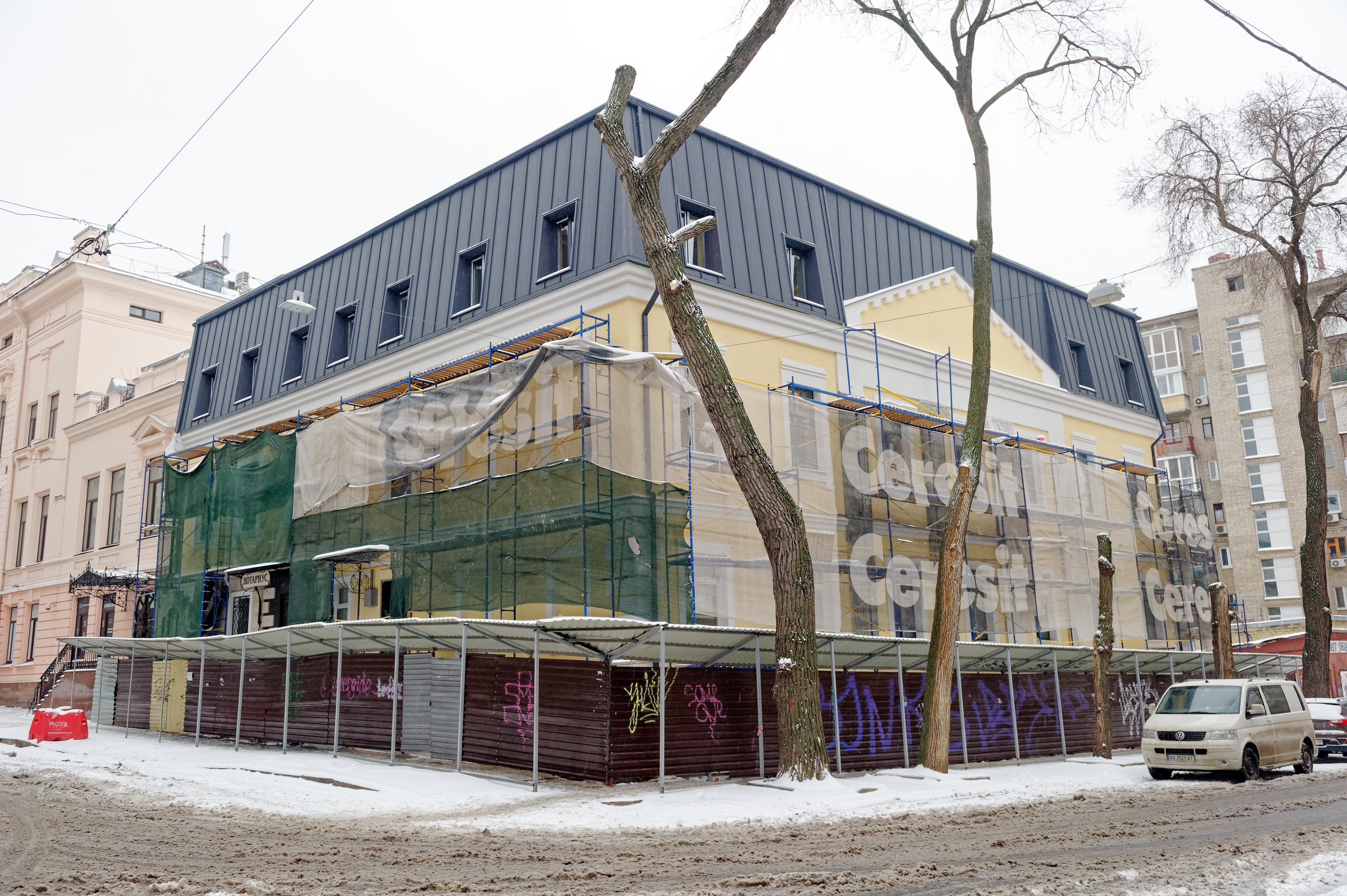
Будинок під час незаконних будівельних робіт
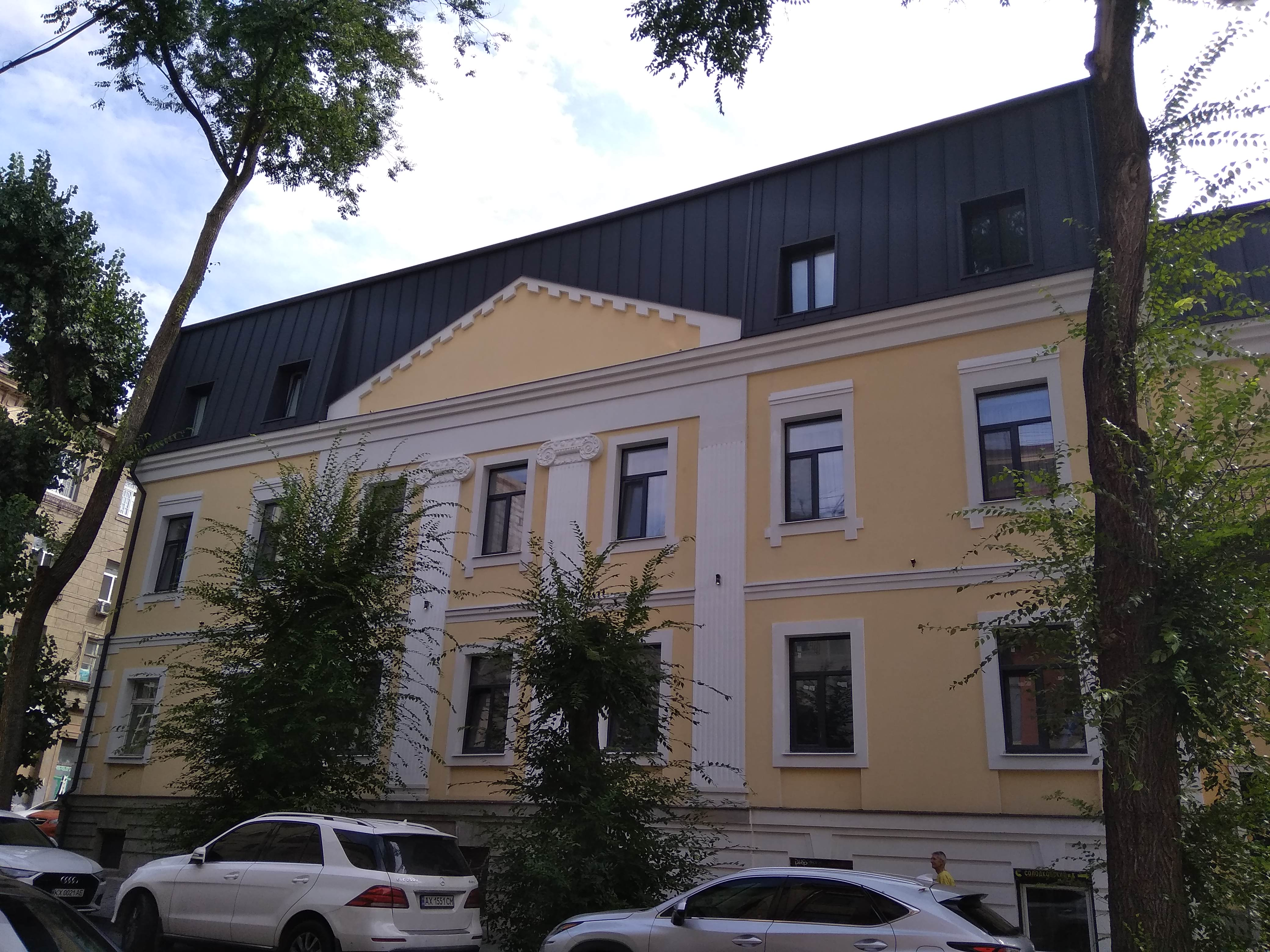
Після незаконної перебудови
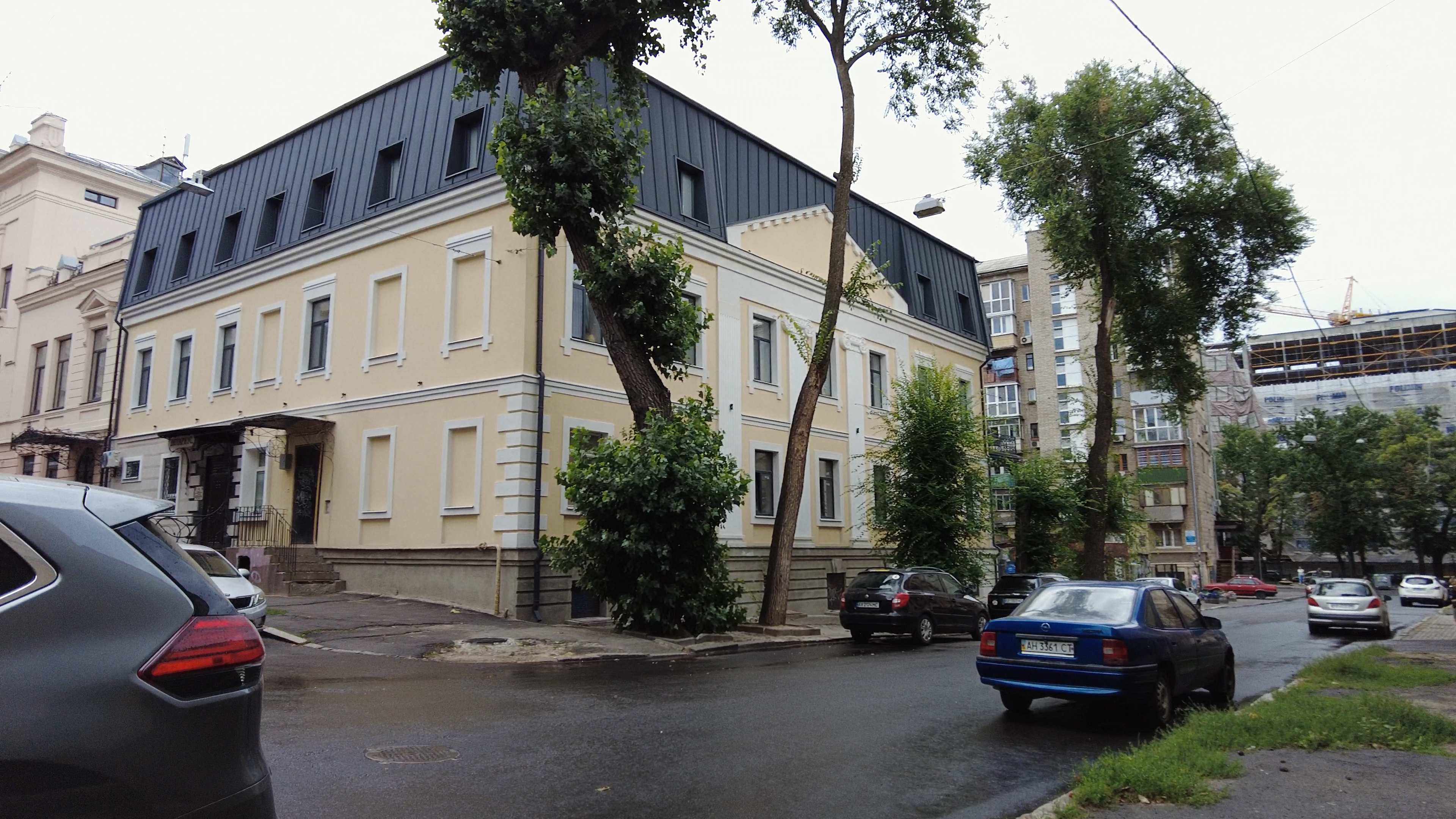
Після незаконної перебудови